# سرب(II) سولفات
سولفات سرب (II) (به انگلیسی: Lead(II) sulfate) با فرمول شیمیایی سربگوگرداکسیژن4 یک ترکیب شیمیایی با شناسه پاب‌کم 24008 است. که جرم مولی آن 303.26 g/مول می‌باشد. شکل ظاهری این ترکیب، جامد سفید است.